# Un pull par-dessus l'autre
Pour plus de détails, voir Fiche technique et Distribution.
Un pull par-dessus l'autre est un téléfilm français réalisé par Caroline Huppert et diffusé en 1993 dans la série Les Mercredis de la vie.

## Synopsis
À la suite d'une bagarre, le père d'Émilie est condamné à une peine de prison. Émilie est placée en famille d'accueil chez les Belin, alors que son petit frère Michel part dans une institution pour sourds.
Émilie vit mal cette situation et souhaite retrouver sa famille.

## Accueil critique
Nadine Bucharles commente dans Télé 7 Jours : « Caroline Huppert raconte avec tact et sur un ton très juste cette histoire exemplaire et émouvante, qui aurait pu sombrer dans la sensiblerie. Annie Girardot trouve là un très beau rôle qu'elle incarne avec une forte présence, face à la jeune Félicité Chaton, tout à fait crédible. »
Dans Le Soir, Jacqueline Beaulieu remarque: « À l'énoncé d'un tel sujet, on peut craindre tous les dérapages. On dit ouf et bravo à constater que la scénariste, Colo Tavernier O'Hagan, et la réalisatrice, Caroline Huppert, ont évité de consert tous les dérapages dans le sordide ou dans le sentimentalisme larmoyant. »

## Fiche technique
- Réalisation : Caroline Huppert
- Scénario : Colo Tavernier
- Musique : Michel Portal
- Durée : 90 minutes
- Diffusion : 6 octobre 1993 sur France 2

## Distribution
- Annie Girardot : Madame Belin
- Félicité Chaton : Émilie
- Raoul Billerey : M. Belin
- Philippe Torreton : Le père d'Emilie
- Marie Matheron : La psychologue
- Diane Simenon : Josiane
- Robin Guillot : Michel
- Frédéric Quiring : Le garçon de café
- André Lacombe : Le vieux
- Gilette Barbier : La vieille